# Fritz August Breuhaus

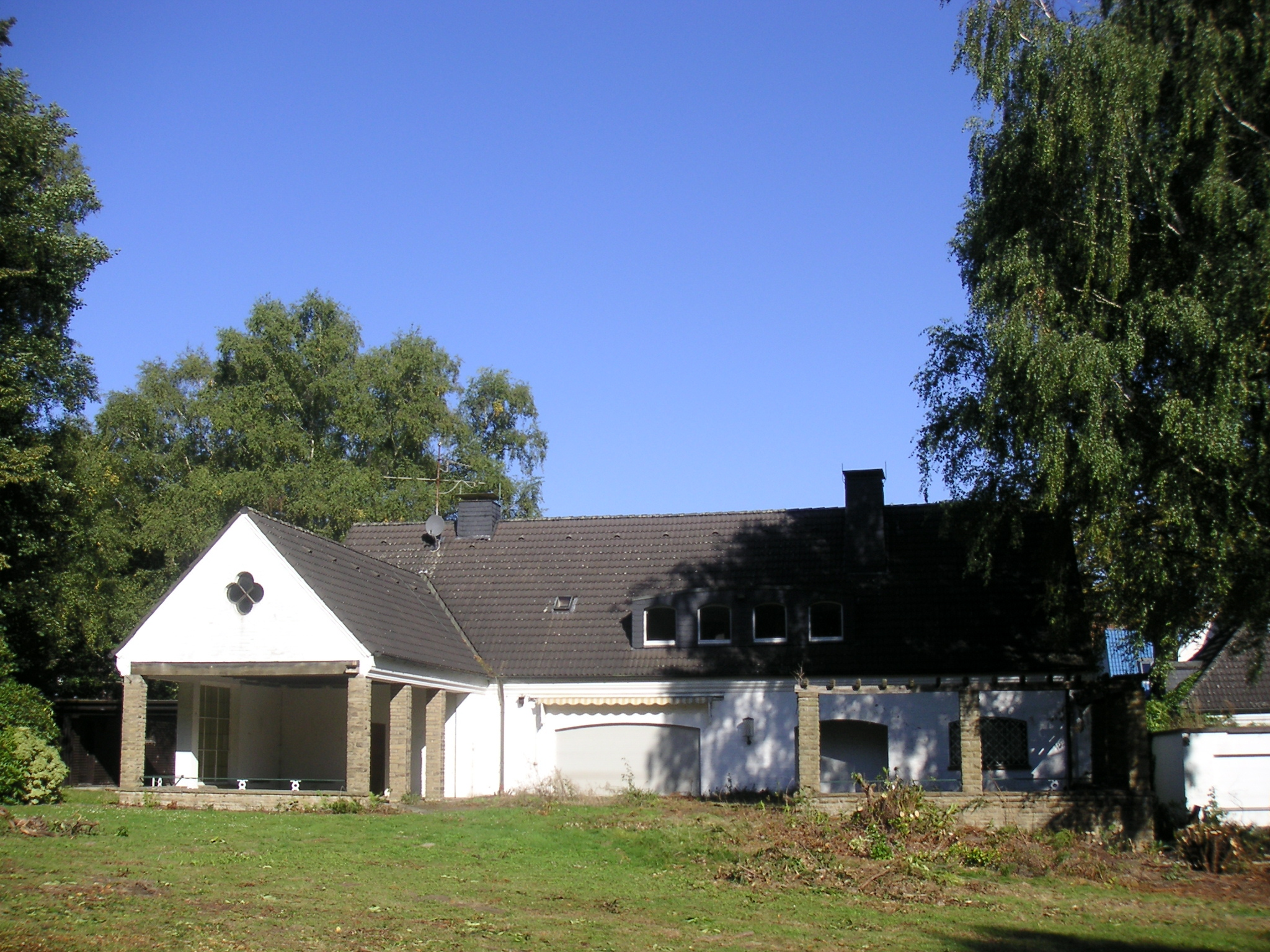
Casa para Peter Rehme, diseñada por Breuhaus de Groot.

Fritz August Breuhaus (9 de febrero de 1883, Solingen-2 de diciembre de 1960, Colonia) fue un arquitecto, interiorista y diseñador alemán. A partir de 1929, aproximadamente, es conocido como "Fritz August Breuhaus de Groot".
Perteneció a la Deutscher Werkbund, asociación de arquitectos, ingenieros y diseñadores, de gran importancia para la arquitectura moderna. También formó parte de la Bund Deutscher Architekten. Sería profesor titular a partir de 1928